# We Gotta Get Buscemi
We Gotta Get Buscemi es una película cómica/dramática de 2009 escrita y dirigida por Peter Gaulke y Nick James, cuyo argumento se centra en la desesperación de un cineasta que menciona el nombre del actor Steve Buscemi con la intención de conseguir financiación para su película.

## Argumento
Nick "NickyNik" James documenta mediante un video la realización a lo largo de tres años de su película de bajo presupuesto, titulada "The Dead Guy". Después de trabajar por más de dos años para conseguir dinero para financiar la película, Nick fue incapaz de encontrar una sola persona dispuesta a invertir un solo centavo. Desesperado por llevar a cabo la realización de su película, Nick comienza a mentirle a sus potenciales inversores, mencionando que Steve Buscemi está confirmado como protagonista. Cuando la mentira comienza a desemparañarse, Nick toma medidas drásticas para mantener vivo su sueño.

## Reparto
- Jason "Wee Man" Acuña
- Lisa Donovan ... Lisa Nova
- Skip Engblom ... Skip Engblom
- Peter Gaulke
- Ben Going ... Boheme
- Nick James ... NickyNik
- Richard Nason
- Paul Robinett ... Renetto
- Chris Rohloff
- Robert Sanford
- Danny Trejo ... él mismo
- Charles Trippy ... Charles Trippy
- Brian Van Holt
- Cory Williams ... Mr. Safety